# Tineke de Nooij
Christina Hendrika (Tineke/Tinus) de Nooij (Baarn, 27 april 1941) is een Nederlandse radio- en televisiepresentatrice. Ze was de eerste vrouwelijke diskjockey in Nederland (Radio Veronica).

## Biografie
De Nooijs vader was timmerman en metselaar. Daarnaast was hij in zijn jeugd een goede zwemmer. Haar moeder was een goede gymnaste en werkte daarnaast als secretaresse. 
In 1946 verhuisde het gezin naar Hilversum, waar haar zusje werd geboren en vader ging werken bij de Nederlandse Radio Unie (NRU). De wijk waar het gezin woonde werd vrijwel uitsluitend bewoond door omroepmedewerkers, wat de keuze van een beroep voor De Nooij heeft bepaald.

### Radiocarrière 1953-1975
Op 12-jarige leeftijd, nadat ze uit 500 kabouters (padvinders) was gekozen, mocht De Nooij voor de AVRO de stationcall inspreken voor het padvindersprogramma Hoort Zegt Het Voort. De Nooij schreef stukjes voor de regionale krant, was telefoniste en belde op 18-jarige leeftijd aan bij de studio van Radio Veronica, in een oude kosterswoning in het centrum van Hilversum. Veronica zond uit vanaf een schip dat buiten de territoriale wateren voor Scheveningen lag. Dat was het begin van een lange Veronica-carrière. In 1960 schreef ze teksten voor de omroepers die daar in dienst waren (Ellen van Eck, Max Groen en Tony Vos). Vanaf 1962 presenteerde ze dagelijks van 10 tot 11 uur in de ochtend Koffietijd met Tineke (tune: At the Georgia Camp meeting van The Swe-Danes).
Eind jaren 60 begon De Nooij met het radioprogramma Parels voor de zwijnen. Dit was een programma vol experimentele, vaak psychedelische muziek, dat later werd overgenomen door Lex Harding toen hij (als vaste medewerker) bij Veronica in de studio kwam werken. Vanaf 1970 had De Nooij in de avonduren haar twee uur durende programma met 'eigen' muziek, dat eindigde met Expecting to Fly van Buffalo Springfield. Ze heeft de hele periode met het Veronicaschip meegemaakt, tot 31 augustus 1974. Daarna ging ze werken voor Hilversum 3 en presenteerde ze op de woensdagavond diverse programma’s in de nacht. Ze was regelmatig invalster voor de Nationale Hitparade (samen met Frits Spits, Felix Meurders en Alfred Lagarde).
In 1976 startte Hilversum 4, de klassieke zender. Veronica was zojuist als Veronica Omroep Organisatie aspirant-omroep geworden en kreeg zendtijd op Hilversum 4. Veronica-baas Rob Out herinnerde zich dat De Nooij goed Für Elise kon spelen, daarom werd Hilversum 4 op zondagochtend geopend door Veronica met haar.
De Nooij interviewde Cliff Richard (in Londen; haar eerste interview), Stevie Wonder, John Denver, the Cats, Graham Nash en anderen.

### Televisiewerk
De Nooij volgde de tv-regiecursus van negen maanden op de Media Academie Sandbergen en kwam opnieuw in dienst van Veronica. Ze maakte diverse documentaires, waaronder Kindje Kopen In Bangkok en twee muziekspecials met het Volendams Operakoor in Wenen (met Marjon Lambriks) en Op de Rijn (met Rudolf Schock).
De Nooij lanceerde Nederland Muziekland en werkte mee aan Countdown. In 1982 startte ze het liveprogramma Tineke, een middagtelevisieprogramma. Ze nam haar hond mee, besprak een sociaal onderwerp, iets luchtigs, iets serieus en de Cats. In 1986 was ze een seizoen lang op twee televisiezenders te zien en had een kijkdichtheid van bijna vijf miljoen. Er kwamen beroemde gasten langs, zoals Randy Newman, Gerard Joling, Stéphanie van Monaco en vele anderen. Tineke was het eerste programma waarin live in de middag werd gekookt. Er werd gekookt door bekende gasten. De laatste uitzending van Tineke voor Veronica, in 1989, kwam vanuit Curaçao. In 1987 was De Nooij ook begonnen met de presentatie van Ontbijt-tv voor Veronica. De laatste uitzending van Ontbijt-tv was op 30 april 1988.
In 1989 maakte De Nooij de overstap naar TV10, de sterrenzender die Joop van den Ende voor ogen had, maar die geen toestemming kreeg. RTL 4 kreeg die toestemming wel. De Nooij startte in die tijd ook haar eigen productiebedrijf TENFOLD.
Bij RTL begon De Nooij met uitzenden op zaterdag en zondagmiddag. Er waren terugkerende onderdelen die ze eerder had toegepast, zoals de keuken met een kok, gezamenlijk eten aan het einde, het glas heffen en proosten op het leven. Er kwamen veel live artiesten en als eerste in Nederland was er aandacht voor dating. Op zaterdagmiddag werden de mensen voorgesteld die op zoek waren naar een partner, op zondagmiddag kon men zien of het wat was geworden.
Tweemaal heeft het hele De Nooij-team, samen met de volledige NOS-ploeg, live vanuit Moskou uitgezonden. Die uitzendingen, waar vijftien miljoen mensen naar keken, waren voor de Stichting Kinderen van Tsjernobyl, die kinderen die slachtoffer waren van de kernramp van Tsjernobyl (1986) een vakantie in Nederland aanbood. In 1994 besloot RTL 4 dat De Nooij moest stoppen met de zaterdagmiddag en een paranormaal programma moest maken. Twee jaar lang reisde ze de hele wereld over, samen met producer Jan Dorresteyn en regisseur Rinke Rooyens, om 'onverklaarbare zaken' te filmen. Er kwamen zaken aan bod als Jomanda, Emile Ratelband, een schilderes uit Brazilië, een helderziende die de euro voorspelde en een man die een half uur onder water kon blijven. Daarna maakte De Nooij de serie Over Leven, een serie over gezondheid, voeding, kleding (de eerste cannabis-trui) en therapieën vanuit het Arsenaal in Naarden. Toen stopte het contract bij RTL 4 en koos ze voor een langer verblijf in Zuid-Afrika. Twee keer drie maanden per jaar doorkruiste ze het hele land samen met haar man. Ook organiseerde ze zowel in Nederland als in Zuid-Afrika kunsttentoonstellingen en concerten.
De Nooij zat in 1987 bij Koos Postema in Klasgenoten. Ze speelde in Ron's Honeymoonquiz, en was de heks Tinus de Toeter in Pompy de Robodoll van Tom Manders Jr. Ze had een gastrol bij Theo en Thea als Tinus Tirol en deed een dansje in de show van Linda de Mol.

### Vervolg carrière
De Nooij werkte twee jaar lang samen met een aantal vrijwilligers, waaronder Ad Bouman en Michael Bakker, aan Radio 192. Ze importeerde haar eigen wijn vanuit Zuid-Afrika en schreef voor het weekblad Story (als opvolger van Mona). In 2006 maakte ze het televisieprogramma TV Comeback voor Omroep MAX. Voor die omroep presenteerde ze vanaf 2010 de middagshow TinekeShow op NPO Radio 5.
In september 2020 was De Nooij 60 jaar te horen op de radio. Op 24 december 2020 zond Omroep MAX op NPO 1 een thema-uitzending over haar 60-jarig media-jubileum uit.
De Nooij kondigde op 30 oktober 2021 aan te stoppen met haar radioprogramma. Op 29 januari 2022 werd zij in haar laatste uitzending bevorderd tot Ridder in de Orde van Oranje Nassau. Ze zou wel beschikbaar blijven als invaller.
Op 13 augustus 2022 keerde De Nooij toch weer terug op de radio, ditmaal op Radio Veronica, waar ze op zaterdag op zondagavond een programma presenteerde van 23.00 uur tot middernacht.
Op 2 december 2023 was De Nooij te gast bij het programma Sterren op het Doek.
Op 13 april 2024 keerde De Nooij opnieuw terug op de radio, ditmaal met een wekelijks radioprogramma op zaterdagochtend van 10 tot 12 uur op de lokale zender Dorpsradio Laren.

## Onderscheidingen
- In 1973 kreeg De Nooij de OSSEKAR voor haar goede werk voor Nederlandse popmuzikanten.
- In 1993 kreeg De Nooij de Prix d’humanité voor het werk dat ze deed voor kinderen die slachtoffer waren geworden van de kernramp van Tsjernobyl.
- Er is een Witte Roos naar De Nooij vernoemd, evenals een oranje tulp.
- In 2016 kreeg De Nooij van Omroep MAX de Tineke Trofee, bestaande uit een oorkonde en een beeldje. Sindsdien mag ze jaarlijks deze prijs weggeven aan iemand die zich verdienstelijk maakt voor de maatschappij. Op 27 april 2017 was dat Herman Verheul, in 2018 Maarten Peters.
- De Nooij ontving de Marconi Oeuvre Award, de Koos Albers Oeuvre award, de Society Oeuvre Award en de Radio Bitches Oeuvre Award van Veronica.
- In 2018 ontving ze de ere Zilveren Reissmicrofoon voor haar gehele oeuvre.
- Op haar 80ste verjaardag ontving ze op 27 april 2021 in haar eigen radioprogramma de Media Oeuvre Award 2021.[7]
- Bij haar afscheid op 29 januari 2022 werd De Nooij bevorderd tot Ridder in de Orde van Oranje-Nassau.[3]

## Privé
De Nooij is meermaals getrouwd geweest. Haar tweede huwelijk was met de 10 jaar oudere saxofonist en muziekproducer Tony Vos (1931-2020), van wie ze omstreeks 1980 scheidde.
Van 1991 tot aan zijn overlijden in 2018 was De Nooij getrouwd met de 17 jaar oudere Peter IJkelenstam.